# Vaxholms kommun
59°25′N 18°19′Ø / 59.417°N 18.317°Ø
Vaxholm er en kommune i det svenske län Stockholms län i landskapet Uppland.
Kommunens administrationscenter ligger i byen Vaxholm.
I kommunen ligger  Ytterby grube på øen Resarö.
Kommunen består af 70 øer, hvoraf 57 er beboede. Blandt de større øer er Vaxön som som er den tættest befolkede ø, Edholma, Kullö, Resarö, Hästholmen, Skarpö, Rindö, Ramsö, Tynningö, Skogsön, halvøen Bogesundslandet og den mindre ø Vaxholmen, som har givet navn til kommunen.

## Byer
Vaxholm kommune har fire byer.
Indb. pr. 31. december 2005.
| #  | By                 | Indbyggere |
| -- | ------------------ | ---------- |
| 1. | Vaxholm            | 4.817      |
| 2. | Resarö             | 2.347      |
| 3. | Oskar-Fredriksborg | 732        |
| 4. | Kullö              | 539        |